# Durazno (Uruguay)
Durazno (auch San Pedro del Durazno) ist die Hauptstadt des Departamento Durazno in Uruguay.

## Geographie
Sie liegt im zentralen Westen Uruguays im südwestlichen Teil des Departamentos nahe der Grenze zum Departamento Flores. Ihre nördliche Stadtgrenze wird vom Río Yí gebildet. An dessen gegenüberliegendem rechtsseitigen Ufer grenzt die Stadt Santa Bernardina an. Wenige Kilometer nordöstlich liegt Ombúes de Oribe. Die Entfernung zur südlich gelegenen Landeshauptstadt Montevideo beträgt 183 km.

## Geschichte
Gegründet wurde die Stadt am 12. Oktober 1821 von den Portugiesen als Villa San Pedro del Durazno zu Ehren des Kaisers von Brasilien.

## Wirtschaft und Infrastruktur
Die Wirtschaft ist vor allen Dingen von der Landwirtschaft und von der Verarbeitung ihrer Produkte geprägt. 1874 erreichte die Eisenbahn die Stadt Durazno und verwandelte sie in eine Handelszone und die Verbindung zwischen dem Norden und dem Süden Uruguays. Mit dem Aeropuerto Internacional Santa Bernardina verfügt die Stadt auch über einen eigenen, teilweise militärisch genutzten Flughafen. Durazno liegt an der Bahnstrecke Montevideo–Paso de los Toros und an der Schnittstelle der Nationalstraßen Ruta 5 und Ruta 14.

## Stadtbild
Heute befindet sich das historische Zentrum in der Umgebung um die Plätze Independencia und Sarandí, wo man auch die ältesten Gebäude der Region findet.

## Besonderes
Zur Erinnerung an die Entdeckung Amerikas vor 400 Jahren errichtete eine italienische Gemeinschaft ein Monument aus Granit, in dessen Spitze sich eine Kugel befindet. In der Kugel befinden sich Dokumente, die nur einmal alle 100 Jahre gelesen werden. Als man die Kugel 1992 öffnete und die Dokumente las, erfuhr man, dass sie vom Reichtum und der Zukunft der Provinz handeln. 1992 wurden neue Dokumente eingeschlossen, die 2092 erst gelesen werden.

## Sport
In Durazno ist der Fußballverein Durazno F.C. beheimatet, der derzeit in der zweithöchsten Spielklasse Uruguays, der Segunda División, spielt.

## Einwohner
Die Stadt hat 34.372 Einwohner (Stand: 2011), davon 16.608 männliche und 17.764 weibliche.
| Jahr | Einwohner |
| ---- | --------- |
| 1963 | 21.476    |
| 1975 | 25.981    |
| 1985 | 27.834    |
| 1996 | 30.607    |
| 2004 | 33.576    |
| 2011 | 34.372    |

Quelle: Instituto Nacional de Estadística de Uruguay

## Söhne und Töchter der Stadt
- Antonio Alzamendi (* 1956), Fußballspieler und -trainer
- Manuel Castro (* 1995), Fußballspieler
- Enrique Demarco (1923–1994), Radrennfahrer
- Aldo Díaz (* 1975), Fußballspieler
- Alfonso Domínguez (* 1965), Fußballspieler
- Maureen Franco (* 1983), Fußballspieler
- Henry Giménez (* 1986), Fußballspieler
- Esteban González (* 1991), Fußballspieler
- Luciano Ísola (* 1993), Fußballspieler
- Julio Martínez Oyanguren (1901–1973), klassischer Gitarrist
- Héctor Morán (* 1962), Fußballspieler
- Rodrigo Odriozola (* 1988), Fußballspieler
- Renzo Pi Hugarte (1934–2012), Anthropologe, Essayist und Hochschullehrer
- Carlos Ramírez (* 1987), Fußballspieler
- Andrés Rodales (* 1986), Fußballspieler
- Arturo Seoane (1913–1987), Fußballspieler
- Jorge Villazán (* 1962), Fußballspieler